# جان بيير مونسري
جان بيير مونسري (بالفرنسية: Jean-Pierre Monseré)‏ مواليد 08 سبتمبر 1948 في بلجيكا - الوفاة 15 مارس 1971 في بلجيكا، كان دراج بلجيكي في صنف سباق الدراجات على الطريق. سبق أن شارك في دورة الألعاب الأولمبية الصيفية.

## سجل النتائج

### سباقات أو مراحل فاز بها
- بطولة العالم لسباق الدراجات على الطريق

## الميداليات
| الميدالية | المسابقة                                                      |
| --------- | ------------------------------------------------------------- |
| ذهبية     | سباق الطريق المداري في بطولة العالم لسباق الدراجات على الطريق |
| فضية      | بطولة العالم لسباق الدراجات على الطريق 1969                   |

## روابط خارجية
- جان بيير مونسري على موقع أرشيف الدراجات (الإنجليزية)
- جان بيير مونسري على موقع إحصائيات الدراجات الإحترافية (الإنجليزية)
- جان بيير مونسري على موقع CycleBase (الإنجليزية)
- جان بيير مونسري على موقع أوليمبيديا (الإنجليزية)